# فورتسبورغ
فورتسبورغ (Würzburg) مدينة ألمانية في منطقة فرنكونيا شمال ولاية بافاريا، عاصمة المنطقة الإدارية فرانكونيا السفلى، ومدينة فورتسبورغ هي مقاطعة مدنية مستقلة (Kreisfreie Stadt) فلا تـُعد جزءاً من مقاطعة فورتسبورغ الريفية (Landkreis Würzburg) المحيطة بها بشكل كامل.
تقع على نهر ماين، وبعدد قاطنيها الذي يتجاوز 135.000 ساكن تـُعد رابعة أكبر مدن الولاية بعد ميونيخ ونورنبيرغ وأوغسبورغ وقبل ريغنسبورغ بقليل.
أقرب المدن كلبيرة إليها هي: فرانكفورت حوالي 120 كم إلى الشمال الغربي، نورنبيرغ 115 كم إلى الجنوب الشرقي، وشتوتغارت 140 كم إلى الجنوب الغربي.
وهي مقر لأسقفية فورتسبورغ الكاثوليكية (Diözese Würzburg) منذ ما يزيد عن 1300 عام.
تشتهر عالمياً بقصر إقامة فورتسبورغ (Würzburger Residenz) الذي أختير مبناه مع حديقته (Hofgarten) في عام 1981 من قبل اليونسكو ليكون ضمن مواقع التراث العالمي.
وفورتسبوغ مركز جامعي، حيث يوجد بها ثلاث جامعات بعدد دارسين يتجاوز السبعة والعشرين ألفا، كما توجد بها مؤسسة للبحث العلمي غير جامعية.

## الجغرافيا

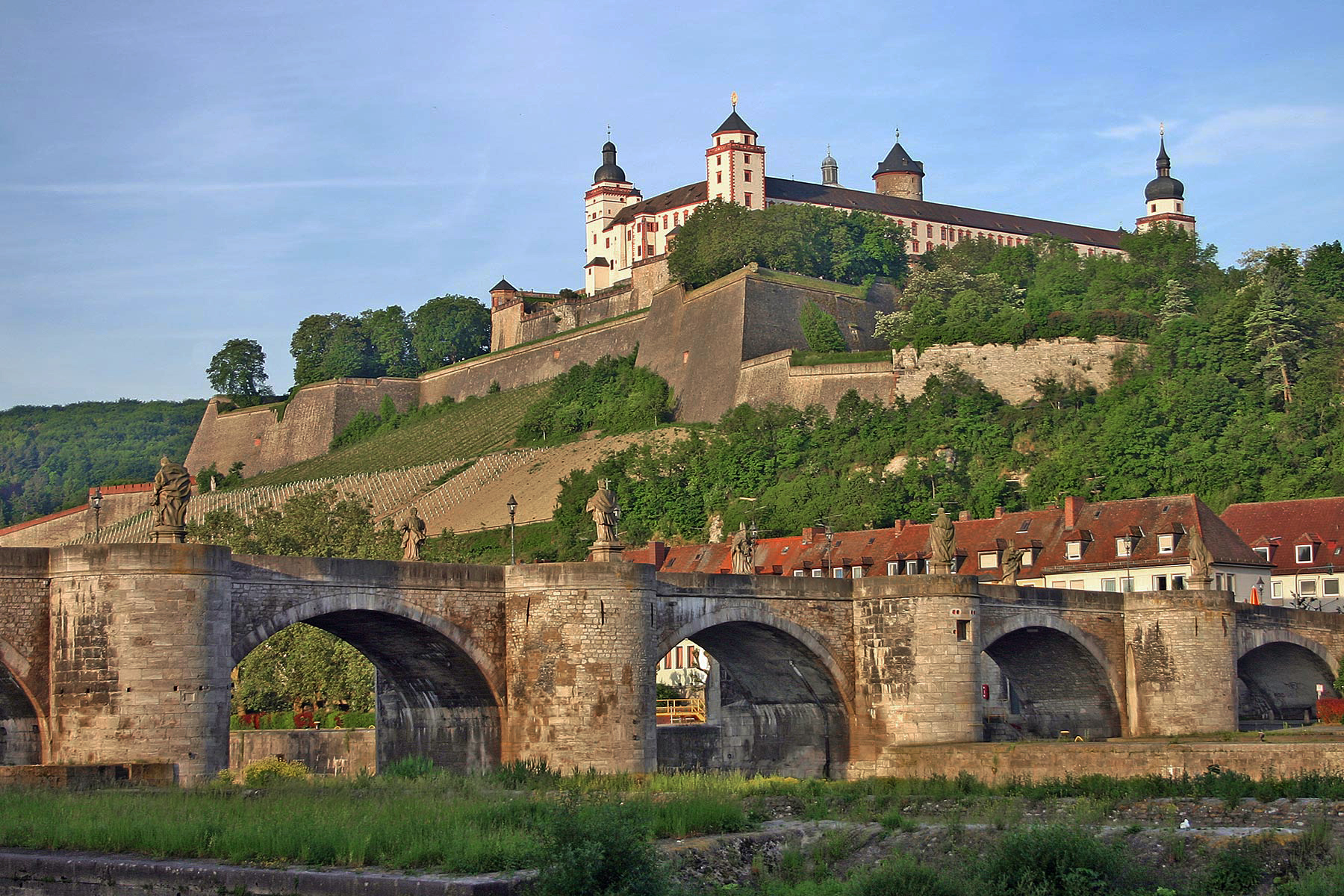
قلعة ماريينبيرغ "قصر القصور" والجسر القديم

تقع فورتسبوغ على جانبي نهر ماين في وسط وادي ماين المعروف بمثلث ماين (Maindreieck). تعلو المدينة قلعة مارينبيرغ (Festung Marienberg) الواقعة على المرتفعات الغربية العائدة جيولوجياً إلى Muschelkalkplatte (مصطلح جيولوجي للعصر الترياسي في ألمانيا) والمحيطة بالنهر.
المدن والبلديات التالية توجد على حدود فورتسبرغ، باتباع اتجاه عقارب الساعة وبدءا من الشمال، وتنتمي جميعها إلى مقاطعة فورتسبورغ الريفية (Landkreis Würzburg):
فايتسهوشهايم، غونترسليبن، ريمبار، إستنفلد، روتندورف، غيرابرون، رانديرساكير، أيبلشتات، رايشنبيرغ، أوزينغن، هوشبيرغ، فالدبرون، فالدبوتلبرون وتسل أم ماين.

### التقسيم الإداري
تقسم مدينة فورتسبورغ اليوم إلى 13 منطقة مدنية (Stadtbezirke). 

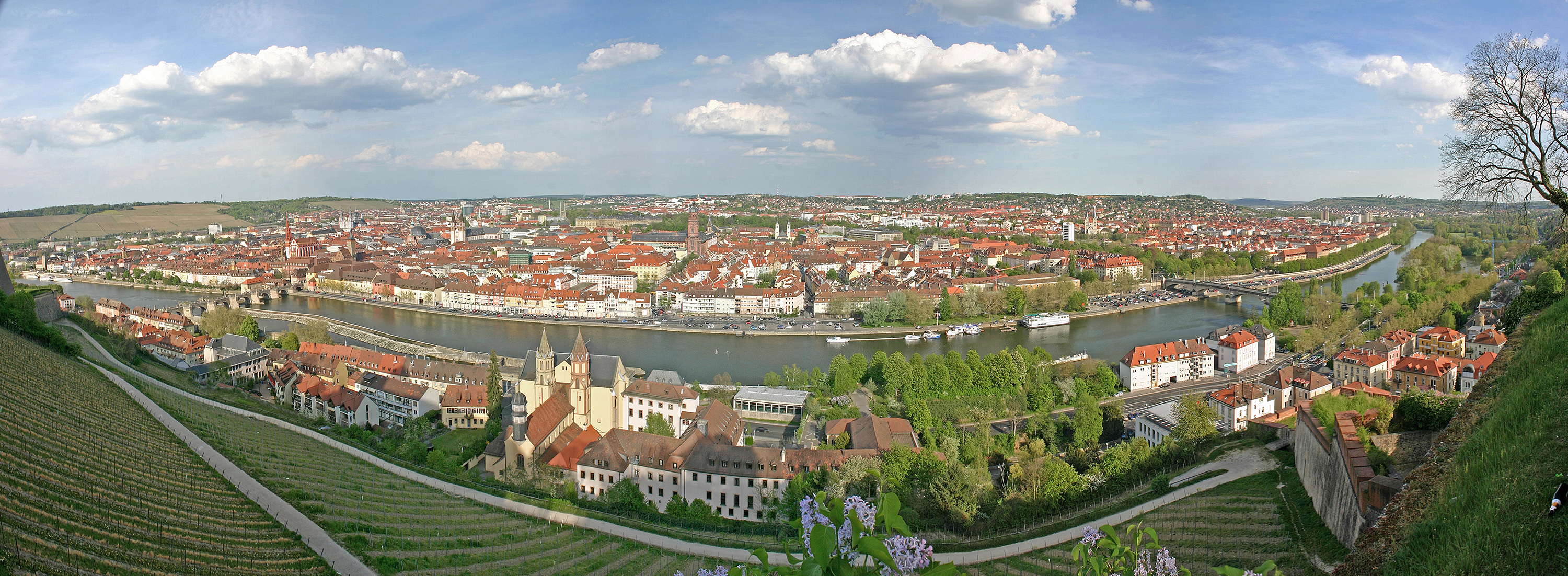
نظرة للمدينة من قلعة ماريينبيرغ

و المناطق المدنية تقسم بدورها إلى 25 حي (Stadtteile)، وهذه المناطق والأحياء مُرقمة على التوالي، وفيما يلى لمحة عن الأحياء مع أرقامها والمنطقة التي تنسب إليها:
| 01) ألتشتات: - (01) Dom - (02) Neumünster - (03) Peter - (04) Innere Pleich - (05) Haug - (06) Äußere Pleich - (09) Rennweg - (17)Mainviertel | 02) تسيلروا: - (18) Zellerau 03) دورباختال: - (07) Dürrbachau - (22) Unterdürrbach - (23) Oberdürrbach 04) غرومبول: - (08) Grombühl 05) ليندلاينسموله: - (19) Lindleinsmühle | 06) فراونلاند: - (10) Mönchberg - (11) Frauenland - (12) Keesburg 07) ساندراو: - (13) Sanderau 08) هايدنغسفلد: - (14) Heidingsfeld 09) هويشيلهوف: - (20) Heuchelhof | 10) شتاينباختال: - (15) Steinbachtal - (16) Nikolausberg 11) فيرسباخ: - (24) Versbach 12) لنغفلد: - (25) Lengfeld 13) روتنباور: - (21) Rottenbauer |

### المناخ

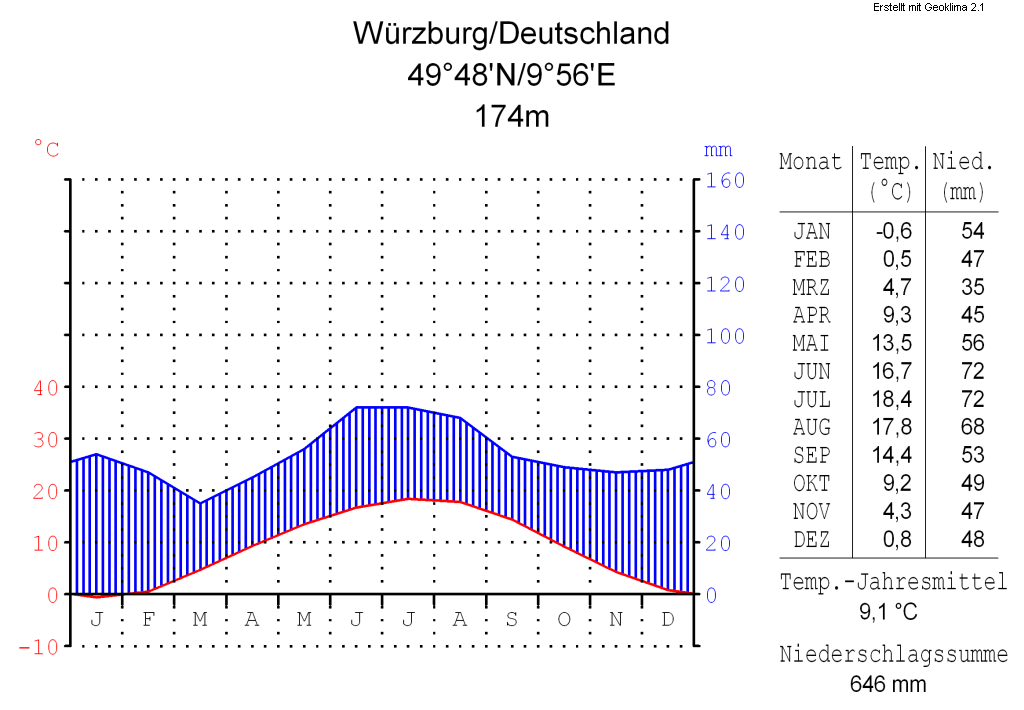
منحنى المناخ في فورتسبورغ

في منتصف يناير تنخفض درجة الحرارة حتى -0,6 درجة مئوية، في شهر يوليو يصل متوسط درجة الحرارة حتى +18,4 درجة مئوية. وخلال العام يبلغ متوسط درجة حرارة +9,2 درجة مئوية. وبلغت أقصى درجة حرارة مسجلة في تاريخ فورتسبورغ +38.5 درجة مئوية في يوم 28 يوليو 1921، وكانت أدنى درجة حرارة مسجلة في تاريخ فورتسبورغ هي -24,0 درجة مئوية يوم 10 فبراير 1956.

### وضع المياه

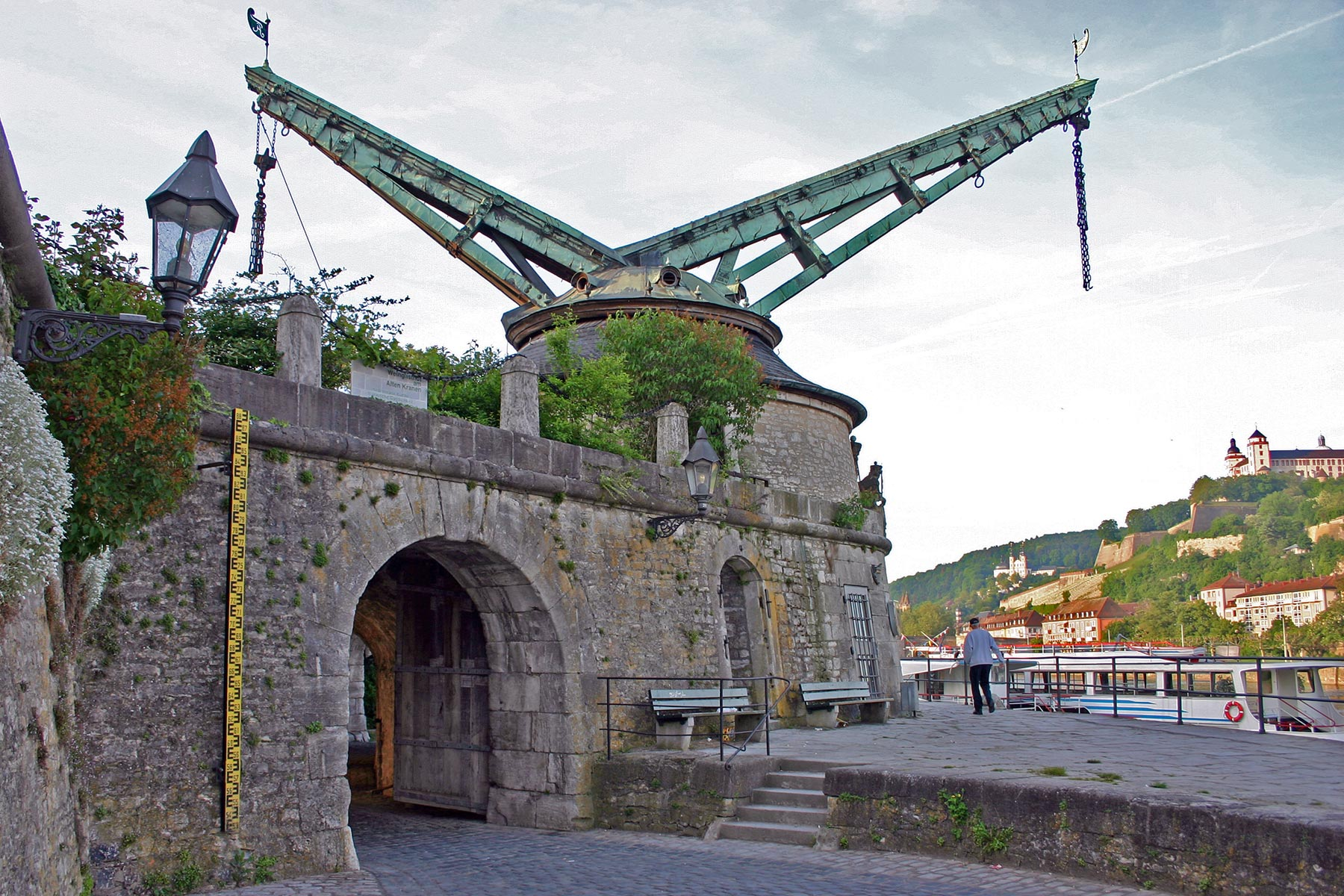
الروافع القديمة (Alten Kranen)

يحدد مستوى المياه من خلال عصا قياس العمق في الروافع القديمة (Alten Kranen): في الأوضاع الطبيعية بالنسبة الجدار الحاجز لنهر ماين، وعند الفيضان بالنسبة إلى المبنى الحجري للروافع القديمة.
تركت الفيضانات العارمة بين القرنين الرابع عشر والتاسع عشر علامات واضحة على بوابة مدخل مبنى البلدية القديم (Grafeneckart): آلاف السنين من الفيضانات كما حدث في 21 يوليو 1342، إضافة إلى 29 فبراير 1784، 27 يناير 1682 و30 مارس 1845.
حالات الفيضان خلال القرن العشرين موثقة على حائط الروافع القديمة: في 7 فبراير 1909، و16 يناير 1920 و25 فبراير 1970 (وصل منسوب المياه 670 سم).

## التاريخ

### التأسيس والتاريخ المبكر

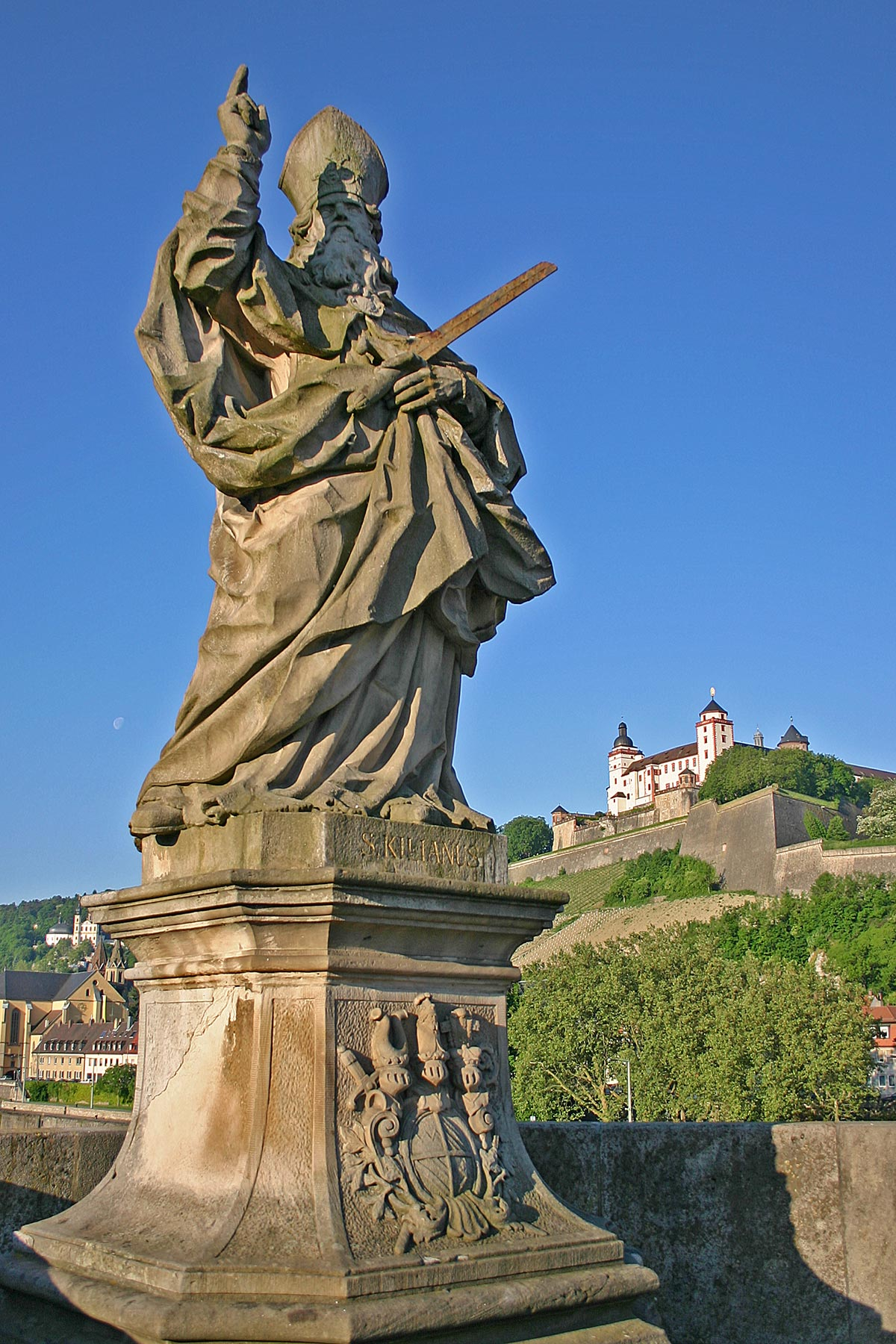
تمثال سان كيليان على الجسر القديم

قديما كان السفر على «الطريق الرئيسية القديمة» (Alte Fernstraße) لأجل التجارة شاقاً، ونهر ماين كان يشكل آنذاك حائلاً لا يستهان به ولم يكن بالإمكان عبوره إلا عند أماكن قليلة. ومن بين تلك الأماكن كانت المخاضة التي تقع بالقرب من فورتسبورغ اليوم. وسرعان ما استوطن المكان أصحاب الحرف اليدوية والتجار عارضين على المسافرين وملاحي نهر ماين خدماتهم وسلعهم.
حوالي عام 1000 قبل الميلاد كان قائماً في موقع قلعة مارينبيرغ الحالية حصن سلتي دفاعي (Fliehburg). استوطن الإفرنج المنطقة خلال عصر الهجرات. منذ حوالي عام 650 أصبحت فورتسبورغ مقر دوقية فرنكونية. نُصِّرَت فرنكونيا والمنطقة في عام 689 على يد مبشرين إيرلنديين-اسكتلنديين وهم كيليان وكولونات وتوتنان. ذُكرت المدينة أولا باسم Vurteburch بوثيقة مؤرخة في الأول من مايو من عام 704.

### العصور الوسطى
- عام 742 أسس القديس بونيفاتيوس أول أسقفية وعين القديس بوركارد كأول أسقف لفورتسبورغ.
- بنيت أول كنيسة في موقع الكاتدرائية في حوالي عام 788 وكرّسها شارلمان في نفس العام؛ والبناء الحالي شيد في ما بين عامي 1040 إلى 1225 وفق الأسلوب الرومانسكي.
- وصلت في القرن الحادي عشر عملة فضية من فورتسبورغ إلى جزر فارو، كما أظهر كنز ساندور. وجرت فيها أول منافسات لدورات الفروسية القتالية على التراب الألماني عام 1127.
- عام 1156 شهدت المدينة حفل زفاف الملك فريدريك الأول بربروسا على بياتريس الأولى كونتيسا بورغونيا.
- عام 1168 منح فريدريك الأول للأسقف هيرولد دوقية مستقلة في مؤتمر إمبراطوري جرى فيها، وكانت مدينة فورتسبورغ مركز الدوقية. فصار الآن أساقفتها حكاما لها ك«أساقفة أمراء» وبلقب «دوق فرنكونيا»، وامتدت هذه الدوقية في القرن الثاني عشر حتى فرنكونيا الشرقية.
- كانت المدينة مقرا لمؤتمرات إمبراطورية عدة، كان من بينها ذاك الذي شهد في عام 1180 إقصاء هاينريش الأسد من الإمبراطورية وتسليم دوقيته إلى أوتو الأول فيتلسباخ.

### عصر الحديث المبكر

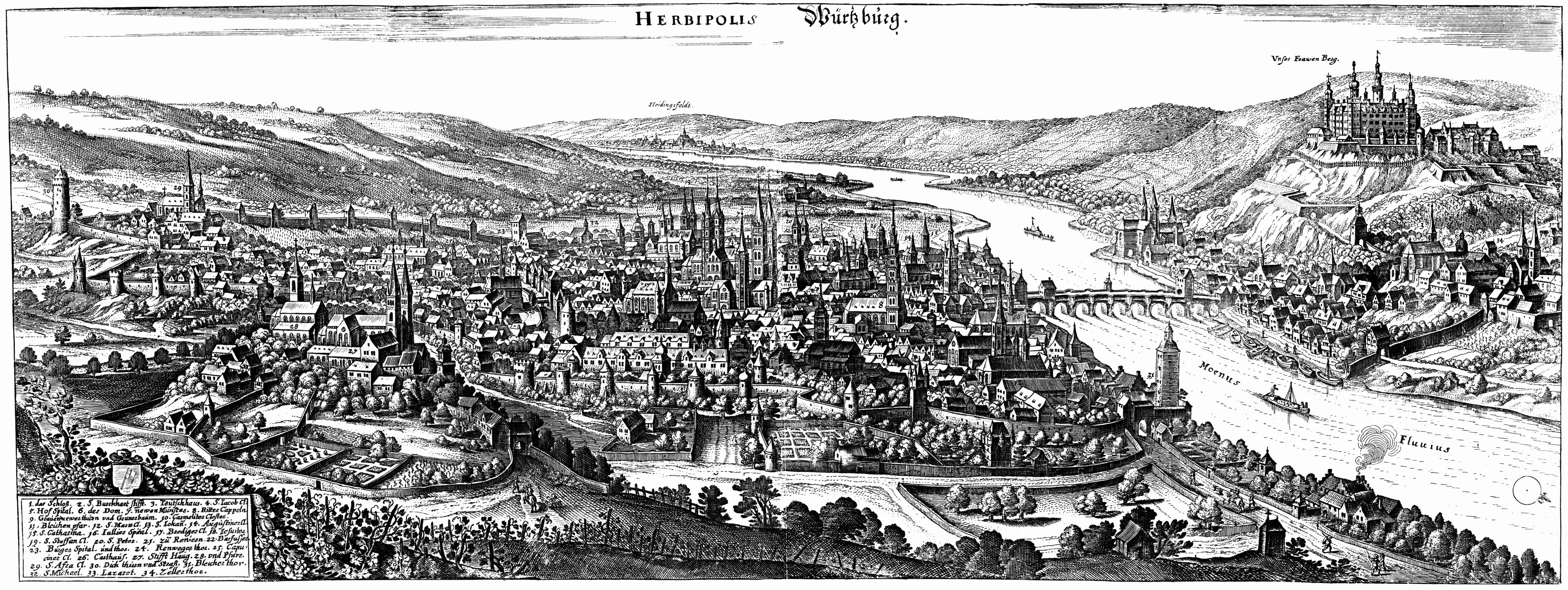
فورتسبورغ عام 1650

- ثار أبناء المدينة عدة مرات ضد الأساقفة الأمراء حتى هزموا بصفة نهائية في عام 1400.
- تأسست جامعة فورتسبورغ في عام 1402 وأعيد تأسيسها عام 1582.
- شهدت المدينة محاكمة هانس بوم وإعدامه حرقا بتهمة الهرطقة عام 1476.
- عام 1525 كانت فورتسبورغ مركزا فاصلا في حرب الفلاحين الألمانية؛ حُوصرت قلعة مارينبيرغ بلا جدوى. فتكبد الفلاحون المتمردون هزيمة ثقيلة عند بوابة مدينة فورتسبورغ. سُجن وعُذب في قلعة مارينبيرغ عُمدة المدينة الفنان تيلمان ريمنشنايدر لاصطفافه إلى جانب الفلاحين. يُذَكِّر نصب صغير على انحدار القلعة نحو الجسر القديم بالفلاحين وطموحاتهم.
- حكمها الأمير الأسقف يوليوس اشتر فون ميسبيلبرون بين عامي 1573-1617.
- بين عامي 1626–1630 كانت فورتسبورغ مركزا لمطاردة الساحرات. ففي عصر محاكمات الساحرات وأثناء أيام حكم الأمير الأسقف فيليب أودولف فون إرنبيرغ توسعت محاكمة سحرة فورتسبورغ، وبلغت ذروتها بين عامي 1626 و1630. أحرقت حوالي 900 «ساحر» وفي مدينة فورتسبورغ وحدها مائتين.
- عام 1631 غزاها ملك السويد غوستاف الثاني أدولف ودمّر القلعة.

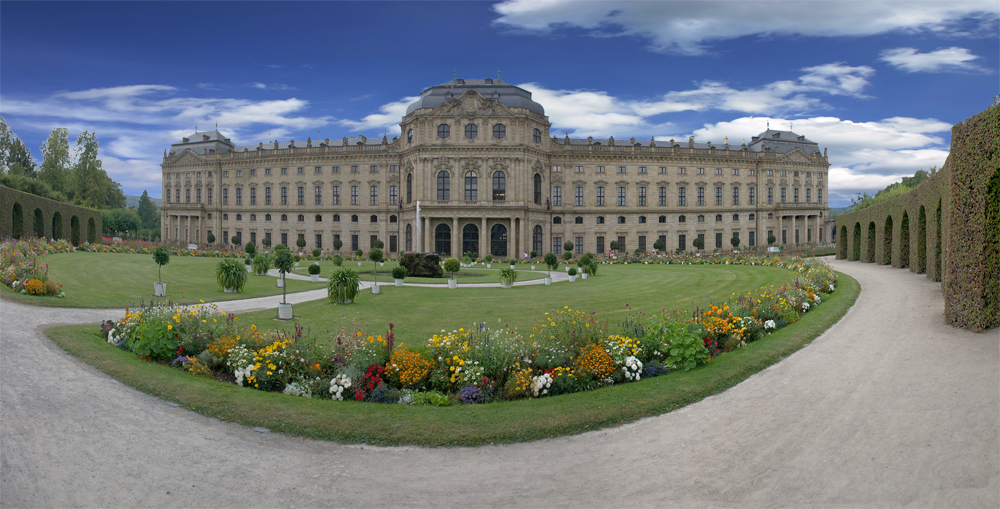
إقامة فورتسبورغ (Würzburger Residenz)

- بلغت فورتسبورغ ذروة ازدهارها تحت حكم آل شونبورن الأمراء الأساقفة بين عامي 1650 - 1750.
- بـُدِئَ في تشييد قصر إقامة فورتسبورغ عام 1720 وانتهت الأعمال به عام 1744.
- 1725 اكتشف ما سمي لاحقا بمتحجرات فورتسبورغ (Würzburger Lügensteine).

### العصر الحديث
- عام 1803 بموجب التقرير النهائي للمجلس الإمبراطوري (Reichsdeputationshauptschluss) انتقلت سيادة المدينة وأراضي فورتسبورغ التي تتبع سلطان أمراءها الأساقفة (Hochstift) إلى مقاطعة بافاريا (Kurfürstentum Bayern).
- عام 1805 خلال الحروب النابليونية، صارت فورتسبورغ عاصمة غراندوقية تحمل نفس اسمها ونـُصّب عليها فرديناند الثالث وهو من الفرع التوسكاني لسلالة هابسبورغ والذي حكمها حتى عام 1814.

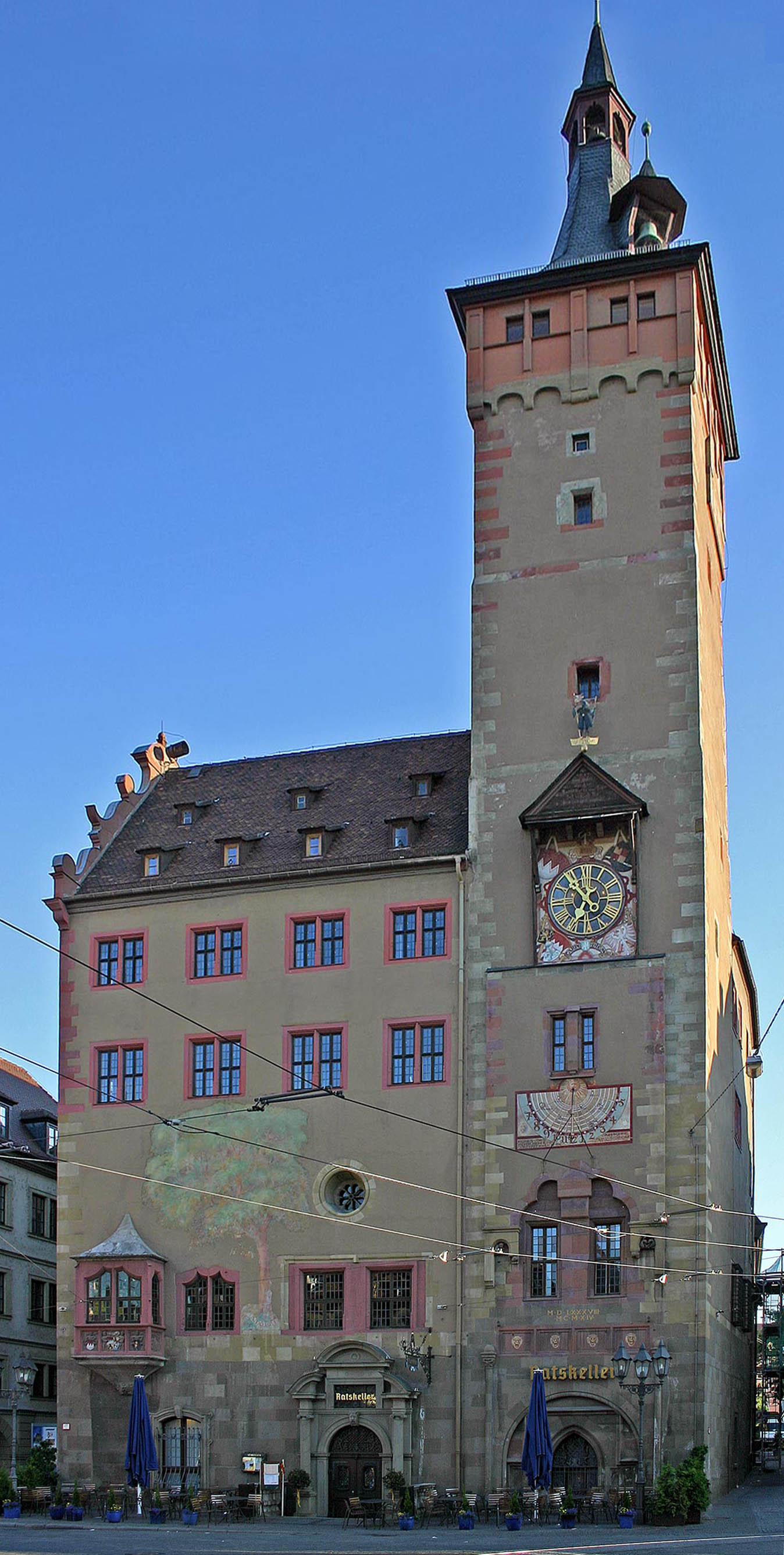
مبنى البلدية القديم (Grafeneckart)

- عام 1814 عادت فورتسبورغ من جديد جزءا من الدولة البافارية، وتديرها في نفس الوقت مباشرة حكومة المدينة (التي صارت لاحقا مقاطعة مدنية حرة (kreisfreie Stadt)؛ وعلاوة على ذلك كانت المدينة مقرا لمنطقة إدارية (Verwaltungsbezirks) والتي بدورها تحولت فيما بعد إلى مقاطعة فورتسبورغ الريفية (Landkreis Würzburg). كانت المدينة مقر الإقامة الفرانكوني للعائلة البافارية المالكة. ولد بها عام 1821 الأمير ليتبولد الذي أصبح لاحقا أمير بافاريا. وفي نفس العام أنشئت أسقفية جديدة بعد أن تمت علمنة السابقة في عام 1802.
- عام 1817 أصبحت فورتسبورغ عاصمة مقاطعة الماين السفلي (Untermainkreises) والتي باتت تعرف منذ عام 1837 بمنطقة فرانكونيا السفلى (Unterfranken).
- عام 1823 بدء العمل بمقياس مستوى مياه النهر (Pegel Würzburg) وهو الأقدم من نوعه على نهر ماين.
- عام 1934 أصبحت فورتسبورغ مدينة كبيرة (Großstadt) أي تجاوز عدد سكانها المائة ألف.
- 16 مارس / أذار 1945 يوم فورتسبورغ المشؤوم: أثناء الحرب العالمية الثانية لقي حوالي 5000 شخص مصرعهم جراء سبعة عشر دقيقة من القصف المتواصل من قبل سلاح الجو الملكي بنحو 225 قاذفة لانكستر؛ فدُمِّر ما يزيد عن 90% من مركز المدينة تدميراً تاماً. تم توثيق نموذج للتدمير الكامل لوسط المدينة وأسماء ضحايا المأساة في موقع تذكاري دائم يمين المدخل إلى مبنى البلدية (Grafeneckart). القبر جماعي مع جرس تذكاري لضحايا القصف يوجد في الجهة اليسرى من المدخل الرئيسي إلى المقبرة الرئيسية. تعقد في كنيسة مارينكابيلي (Marienkapelle) كل يوم جمعة في منتصف النهار صلاة مصالحة مسكونية من كوفنتري لذكرى عبثية الحرب والقصف ومن أجل السلام.

نسبيا فإن خراب فورتسبورغ ذلك اليوم أكثر شملا من خراب درسدن جراء قصفها قبل ذلك بشهر.

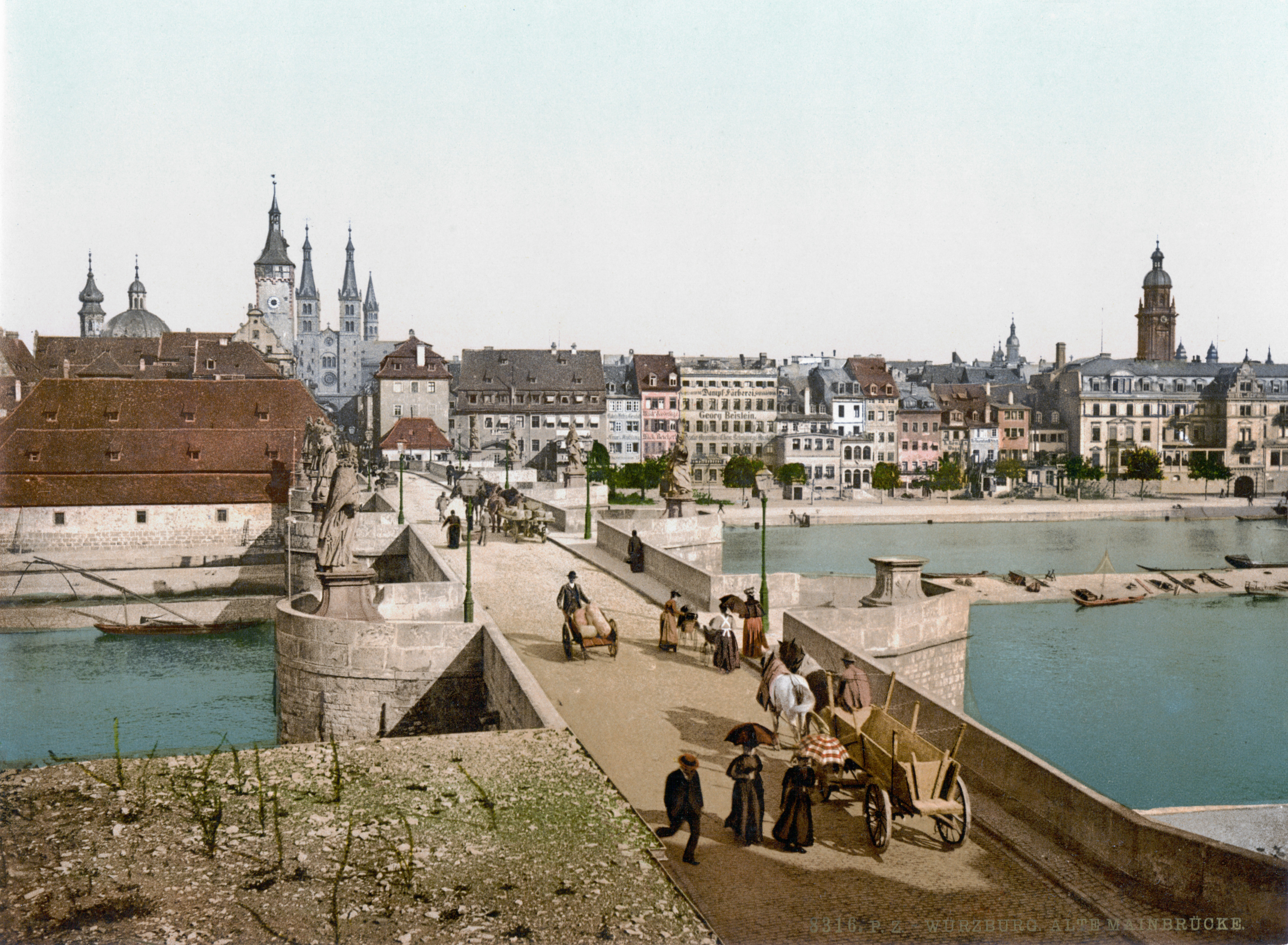
الجسر على نهر ماين عام 1900

وتدين فورتسبورغ الراهنة بحلّتها الباروكية لسكانها أكثر ما هي تدين للكنيسة، فنساء الأنقاض ورجال الأنقاض من أهلها هم من جعل تعميرها أمرا ممكنا من جديد بدلاً من الاستسلام لليأس والقنوط، ووُضعت تكريماً لهم لوحة تذكارية من الحجر الرملي بين الرافعة القديمة (altem Kranen) ورصيفها (Kranenkai). خلال العشرين سنة اللاحقة أعيدت المباني ذات الأهمية التاريخية كما كانت بدقة وعناية بالغة خلال إعادة الإعمار.
و اليوم تسحر الزخارف الجصية الرائعة وواجهات المباني المنمقة أفواج السياح الذين يبدؤون بجولتهم على طول «الطريق الرومانسي»، الطريق السياحي الشهير، انطلاقاً من فورتسبورغ.
- 1973 تحصلت مدينة فورتسبورغ على جائزة أوروبا لما تبذله من جهود متميزة من أجل فكرة التكامل الأوروبي.
- 1990 احتضنت فورتسبورغ معرض Landesgartenschau البافاري للبستنة.
- 2004 احتفلت المدينة بذكرى 1300 سنة على تأسيسها.
- منذ نهاية الحرب تستضيف فورتسبورغ فرقتي المشاة الأولى والثالثة بالجيش الأمريكي ومستشفى عسكري ووحدات عسكرية أميركية أخرى والتي حافظت على وجودها في ألمانيا. واستفاد اقتصاد فورتسبورغ المحلي كثيرا من الوجود العسكري الأمريكي. ولكن هذه الوحدات بصدد الانسحاب من فورتسبورغ بحلول عام 2008 مما يضع حدا لأكثر من 60 عاما من الوجود العسكري الاميركي في فيها.

## التجارة والأعمال والموصلات

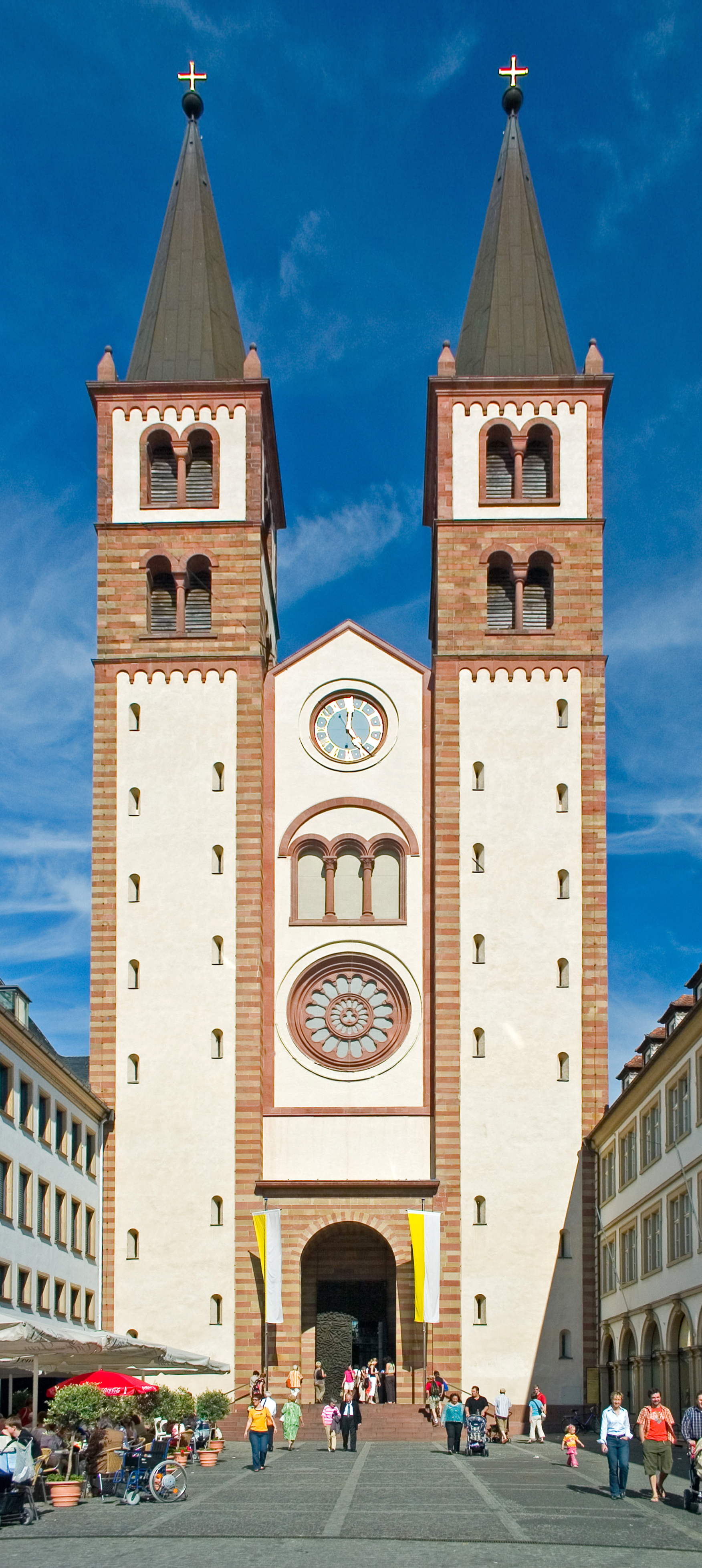
كاتدرائية القديس كيليان (Dom)

تـُعرف فورتسبورغ أساسا بكونها مركزا إداريا. أكبر أعمالها هي جامعة يوليوس ماكسميليانس وهي إحدى أعرق الجامعات في ألمانيا وقد تأسست في عام 1402، إضافة للبلدية. وأكبر أرباب القطاع الخاص هو زعيم السوق العالمية كونيغ وباور Koenig & Bauer صانع آلات الطباعة.
تقع مدينة فورتسبورغ على تقاطع Autobahns A 3 و A 7.
محطة المدينة الرئيسية Würzburg Hauptbahnhof (تختصر Würzburg Hbf) تقع في النهاية الجنوبية لخط السكك الحديدية السريع هانوفر - فورتسبورغ ويتوفر بها قطارات انتر سيتي اكسبريس وانتر سيتي والتي تصلها بمدن مثل فرانكفورت وميونيخ وكاسل وهانوفر وهامبورغ. كما أنها محور هام في شبكة السكك الحديدية الإقليمية.
يصب نهر ماين في نهر الراين ويتصل بنهر الدانوب عن طريق قناة الراين - ماين - الدانوب. وهذا ما يجعلها جزءا هاماً في الطربق النهري عبر أوروبا الذي يربط بحر الشمال بالبحر الأسود.

## الفن والعمارة
عاش العديد من الفنانين المشهورين في فورتسبورغ كان من ضمنهم الشاعر فالتر فون در فوغلفايدي (خلال القرنين الثاني عشر والثالث عشر). والفيلسوف ألبيرتوس ماغنوس والرسام ماتياس غرونيفالت الفنانان اللذان أثرا طيباً في النحات تيلمان ريمنشنايدر، الذي كان أيضاً رئيساً لبلدية المدينة وشارك في حرب الفلاحين، وبالتازار نويمان (1687-1753) المعماري الباروكي وباني قصر إقامة فورتسبورغ الذي صمم أعماله الداخلية جامباتيستا تييبولو وابنه، جاندومينيكو.

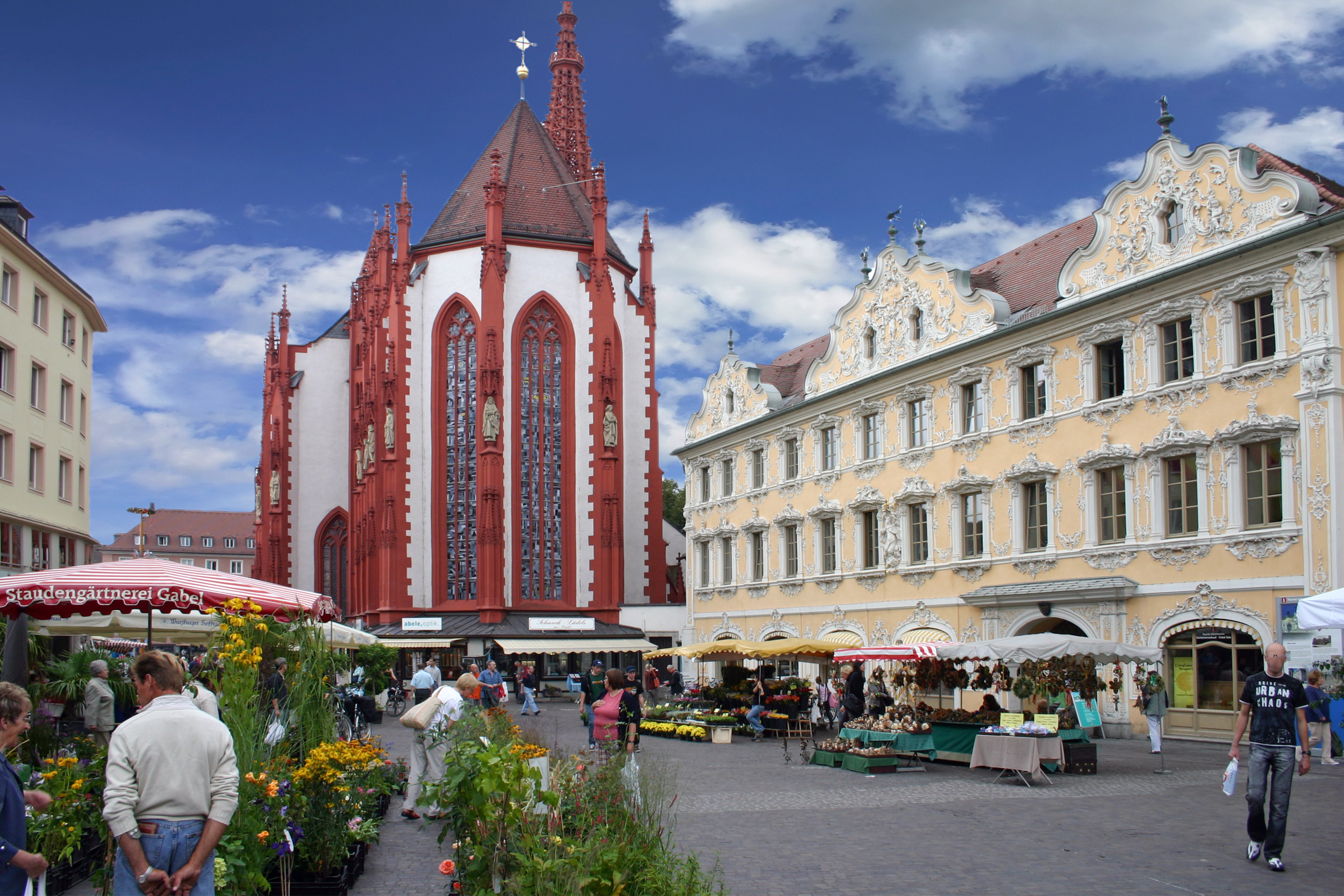
كنيسة مارينكابيلي في ساحة السوق الفورتسبورغي

الكثير من كنائس المدينة المائة لم تصب بأي ضرر، وهي ذات الأساليب بين الرومانسكي في كاتدرائية سانت كيليان (Dome)، والقوطي في مارينكابيلي (marienkapelle)، وعصر النهضة في نويباوكيرشي (neubaukirche)، والباروكي في كنيسة ستيفت هاوغ (Stift Haug Kirche)، والحديث في كنيسة القديس أندرياس (St Andreas).
تستضيف فورتسبورغ متحف ماينفرانكن الذي يضم أعمالا فنية منذ ما قبل التاريخ حتى العصر الحديث، إضافة إلى متحف الكاتدرائية ومعارض للفنون القديمة والحديثة، ومتحف ذاكرة الثقافة ("kulturspeicher") الذي افتتح سنة 2002 بميناء فورتسبوغ القديم. وكما تشتهر بالمهرجانات من قبيل أفريكا فيست (Afrika Fest) في آيار مايو، ومهرجان موزارت (Mozart Fest) في حزيران يوليو وكيلياني فولكفيست kiliani volksfest بمنتصف تموز يوليو.

### أهم المعالم

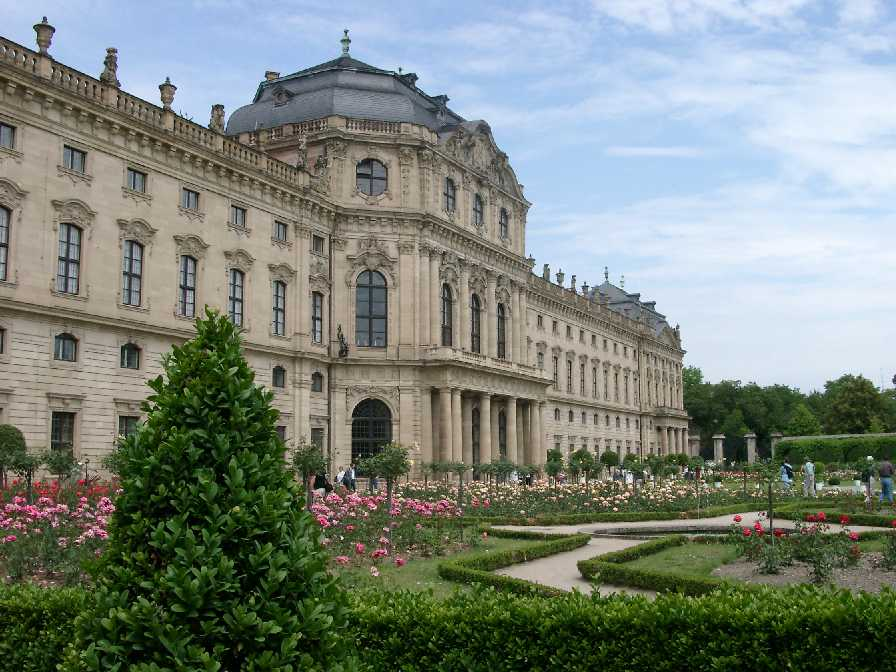
الحديقة الأمامية لإقامة فورتسبورغ

- إقامة فورتسبورغ (Würzburg Residenz): قصر الأسقف الحاكم في فورتسبورغ، يبدو أن الأساقفة قد سئموا في أوائل القرن الثامن عشر من الحياة في قلعة مارينبيرغ في مثل ذلك العلو وبين الحيطان الباردة، لذا فوضوا المهندس المعماري «يوهان بالتازار نويمان» لأن يصمم لهم مقراً فخماً للغاية. وانتهى الأمر إلى قصر أسقفي باهٍ يتلألأ كالألماس على الحزام الأخضر الذي يحيط به، وقد وصفه نابوليون بونابارت ذات مرة بـ«أجمل بيت قساوسة في أوروبا». أُنشأ المركب الواسع على الطرف الشرقي من المدينة بتكليف من اثنين من الأمراء الأساقفة هما الأخوين يوهان فيليب فرانس وفريدريش كارل فون شونبورن. استمر البناء بين عامي 1720 و1744 وأشرف عليه العديد من المهندسين المعماريين، بما فيهم يوهان لوكاس فون هيلدبرانت ويوهان ماكسيمليان فون فيلش. بيد أنه يرتبط أساسا باسم بالتازار نويمان، مصمم درجه البروكي الشهير. ومن أهم معالم القصر ما يلي:
  - كنيسة هوفكيرشي (Hofkirche): داخل الكنيسة غني مزين بلوحات والمنحوتات والحلى الجص. المذبح رسمه جامباتيستا تييبولو.
  - Treppenhaus تريبينهاوس: أكبر فريسكو في العالم تزين قبو سلم قام بها جوفاني باتيستا تييبولو.
  - كايزرسال (Kaisersaal): الجزء المركزي من القصر حيث دائرة الإمبراطور التي شهدت العلاقة الحميمة بين فورتسبورغ والامبراطورية الرومانية المقدسة

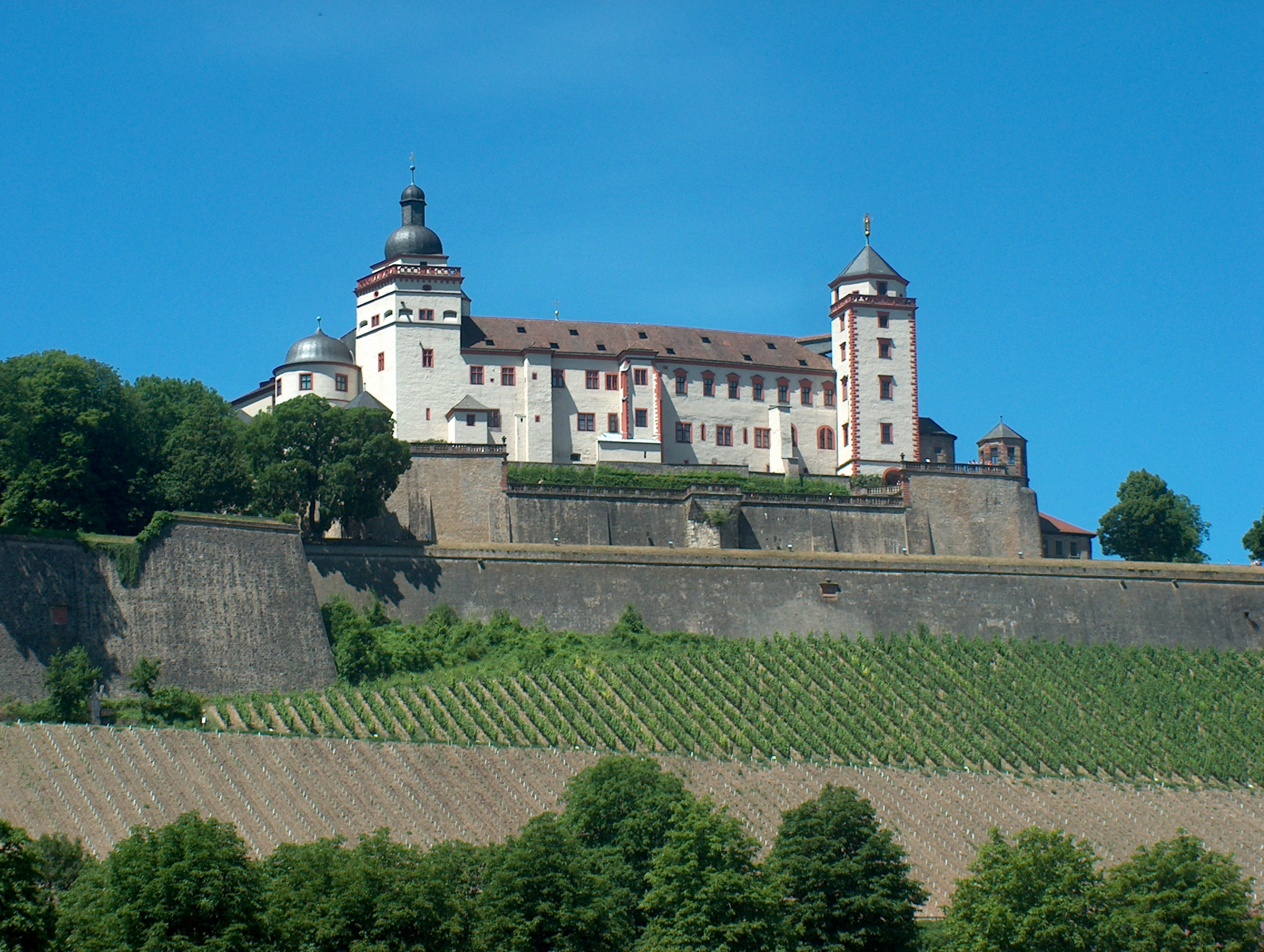
قلعة مارينبيرغ

- قلعة مارينبيرغ (Festung Marienberg): وتسمى ب«قصر القصور»، حيث حكم الكهنة في البداية منها، وتتربع في العلاء على جبل «مارينبيرغ»، وتشرف على المدينة بأكملها وكذلك منطقة التلال المحيطة.

يشكل معلما بارزا على نهر ماين في فورتسبورغ. وقد كان حصنا منذ العصور القديمة. بعد غزو ملك السويد غوستاف الثاني أدولف المنطقة عام 1631 تم إعادة بنائه كقلعة بأسلوب الباروكي. اليوم هي حديقة ومتحف. وتضم القلعة كنيسة السيدة مريم العذراء (marienkirche) المبنية عام 704 م على قمة موقع سلتي سابق، وفي القرن الثالث عشر أحيطت بأول تحصينات. وفي عام 1482، كانت القلعة الرئيسية مطوقة بجدار دائري من القرون الوسطى مع بوابة شيرينبيرغ.
و القلعة الموجودة على تلة تمر بجسر ماين القديم (alter Mainbrücke)، الذي أقيم بين عامي 1473-1543 ليحل محل جسر رومانسكي دُمر. وقد تم تزيينه بالتماثيل المعروفة للقديسين حوالي عام 1730

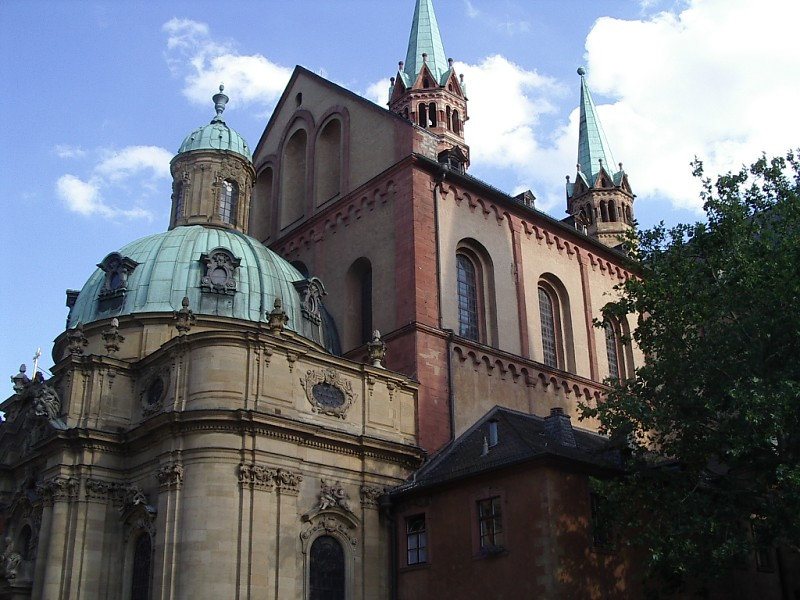
مصلى شونبورن

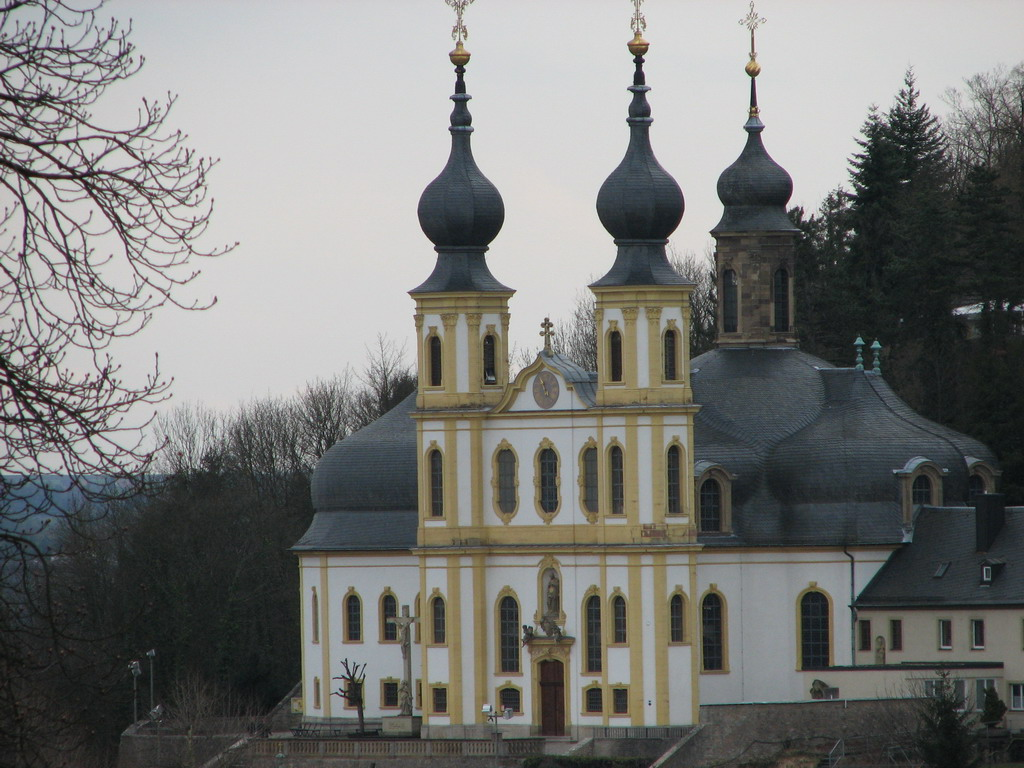
كنيسة كيبيلي käppele

- الكنائس : رجال الدين لم يبنوا قصوراً لأنفسهم فحسب، بل بنوا أيضاً كنائس لعامة الناس. واليوم تشهق من بين بحر البيوت في قلب الممدينة أبراج كنائس لا تعد ولا تحصى، أغلبها حمراء اللون وزاخرة بالزخارف المتقنة.

و أبرز الكنائس العديدة في فورتسبورغ هي كنيسة كيبيلي (käppele) الباروكية ذات المصلى المزخرف من قبل بالتازار نويمان على تلة مقابلة للقلعة وكاتدرائية القديس كيليان (Dome). مصلى Schönbornkapelle الباروكي بجانب مصلى الكاتدرائية ذي ديكورات داخلية على شكل عظام وجماجم بشرية، كما يوجد في الكاتدرائية عملان من أعمال تيلمان ريمنشنايدر الأكثر شهرة: قبر حجارة رودولف الثاني فون شيرينبيرغ ولورينس فون بيبرا. عند مدخل كنيسة مارينكابيلي (marienkapelle) (في ساحة السوق) يوجد تمثالان لآدم وحواء من أعمال ريمنشنايدر. كنيسة نويمونستر (Neumünster) رومانسكية بواجهة وقبة باروكية. وعلى الطراز الباروكي يوجد أيضا بالمدينة الكنائس Stift Haug وSt. Michael وSt. Stephan وSt. Peter. 
- يوليوس شبيتال (Julius Spital) هو مستشفى باروكي مع باحة وكنيسة بناها الأمير المطران يوليوس اشتر. يعد مخرن نبيذها العائد إلى القرون الوسطى إلى جانب إقامة فورتسبورغ وبورغرشبيتال (bürgerspital) من أشهر أمكنة النبيذ الفرانكوني (frankenwein). وبمساحة مزروعة تقدر ب 1.68 كيلومتر مربع تعتبر يوليوس شبيتال ثاني أكبر محل لصنع النبيذ في ألمانيا.
- منزل فالكن (Haus zum Falken) بالقرب من كنيسة مارينكابيلي، بواجهتها الرائعة والمنجزة في الفترة الروكوكية لفورتسبورغ، تستضيف مكتباً سياحياً.

## جامعة فورتسبورغ

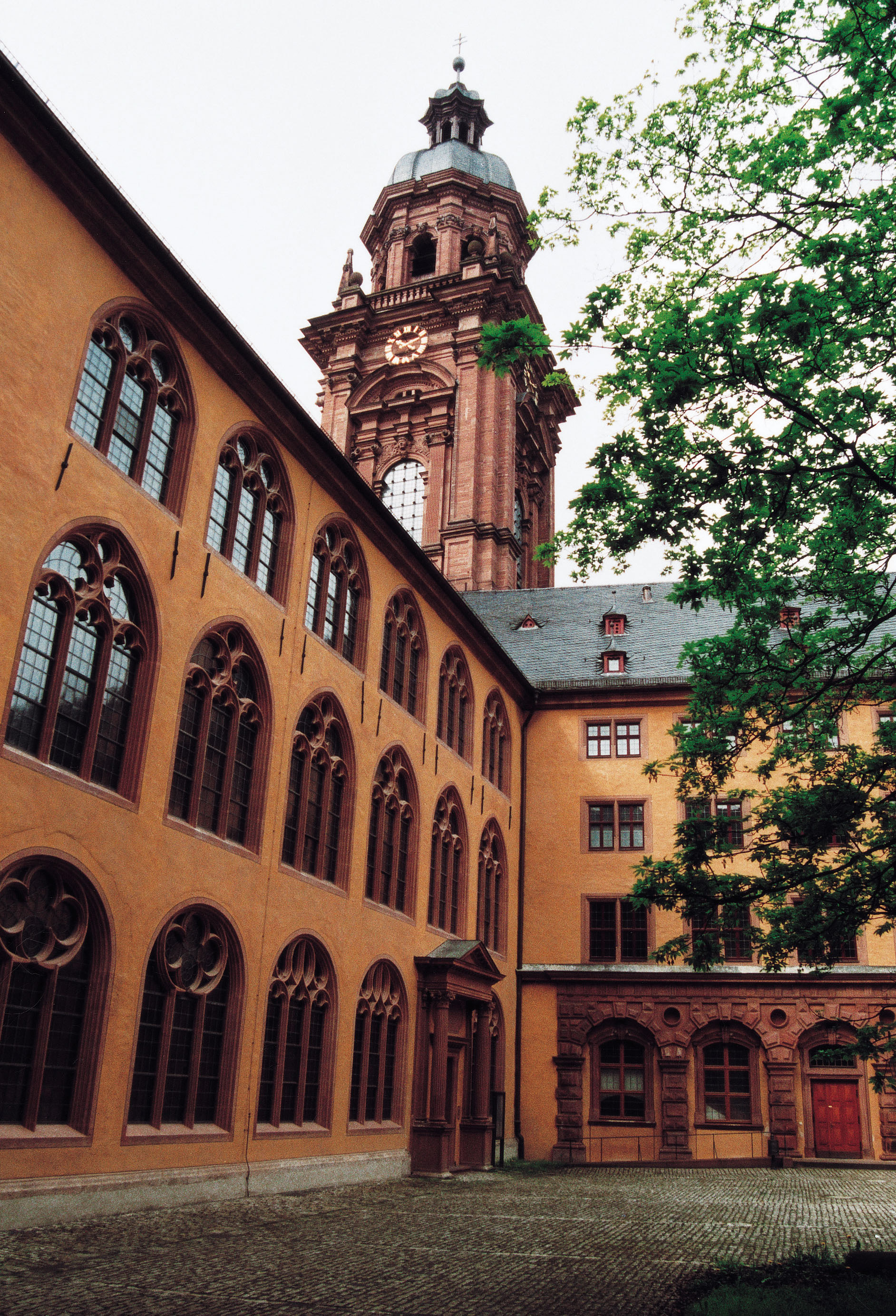
الجامعة القديمة

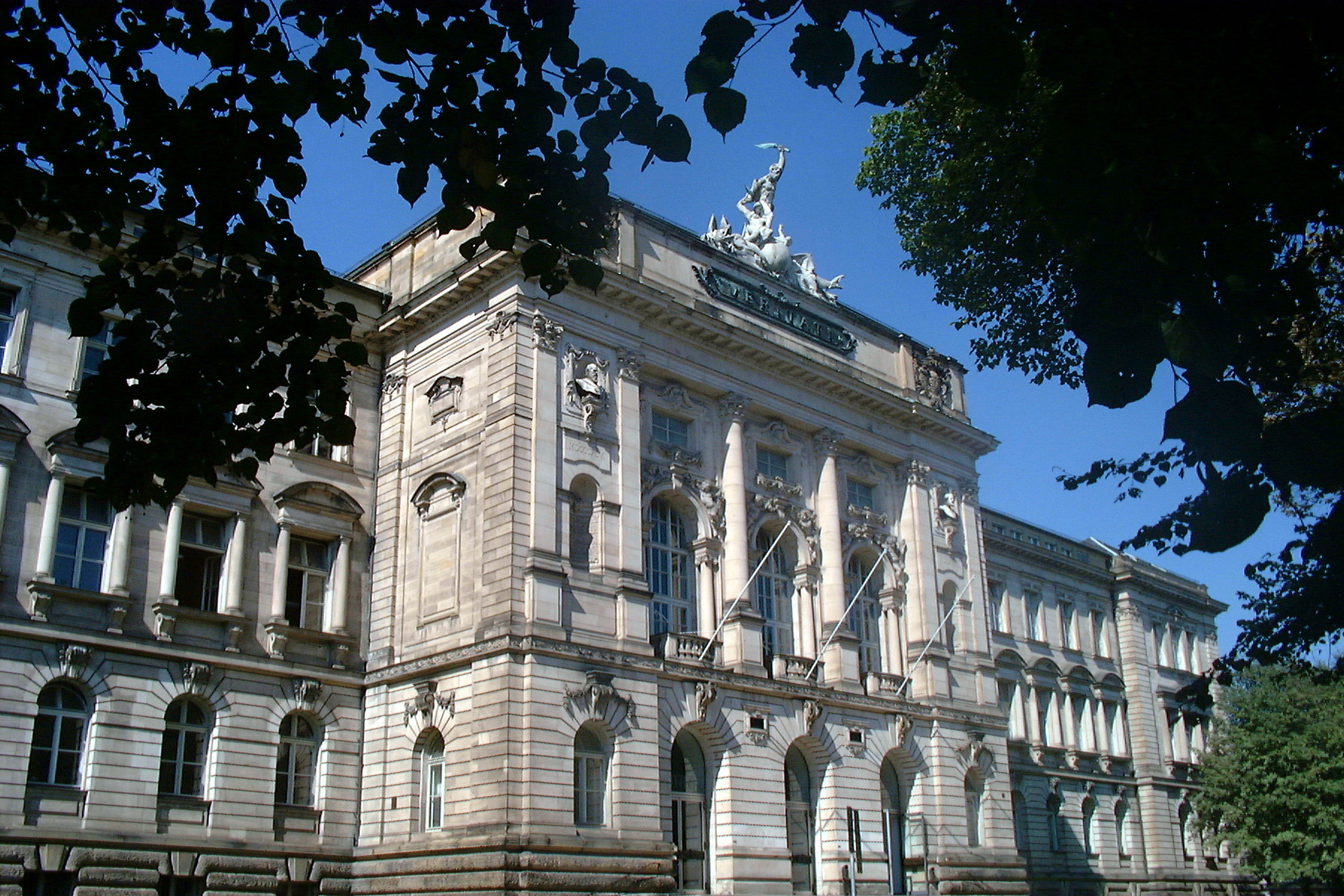
الجامعة الحديثة

- اكتشف فيلهلم كونراد رونتغن الاشعة السينية في عام 1895 في مختبره بجامعة فورتسبورغ، ولذلك حاز على جائزة نوبل في الفيزياء.
- منحت الجامعة ألكسندر غراهام بيل شهادة الدكتوراة الفخرية لإسهاماته الرائدة في مجال العمل العلمي.

## طرائف
- فورتسبورغ هي المحطة الأولى (لو اتجهنا من الشمال إلى الجنوب) في أشهر طريق سياحي ألماني معروف باسم الطريق الرومانسي (Romantische Straße) ويمتد بطول 341 كم حتى فوسن البلدة الواقعة في الألب البافاري.
- لا يعتني أهالي فورتسبورغ بتحصيل المال وحسب، بل وبطبعه أيضاً، حيث يتم طبع أوراقً نقدية من كل حدب وصوب وجرائد كجريدة النيويورك تايمز بواسطة آلات طابعة من صنع فورتسبورغ.
- قرع أجراس الكنائس بشكل دوري جزء لا يتجزأ من المدينة، شأنها في ذلك شأن النبيذ الفرانكوني الجيد. «الإسراف في شراب النبيذ إثم، أما شرابه فهو بمثابةٍ العبادة» – يتسم سكان فورتسبورغ بالإيمان من كل الوجوه. إن تاريخ زراعة الكروم في المنطقة لا يقل عن تاريخ المدينة قدماً، وذلك التاريخ فعلاً قديم – قديم جداً.

## فورتسبورغيون
- فيليب فرانس فون زيبولت كان من بين أوائل الغربيين الذين زاروا وعملوا في اليابان.
- فيرنر هايزنبيرغ.
- فالتراوت ماير مغنية أوبرا من الطراز العالمي.
- الفنان الاميركي مارك بلوك ولد في القاعدة العسكرية الاميركية بفورتسبورغ سنة 1956.
- فرانك باومان.
- ديرك نوفيتسكي.
- بيورن إمرلينك.

## معرض الصور

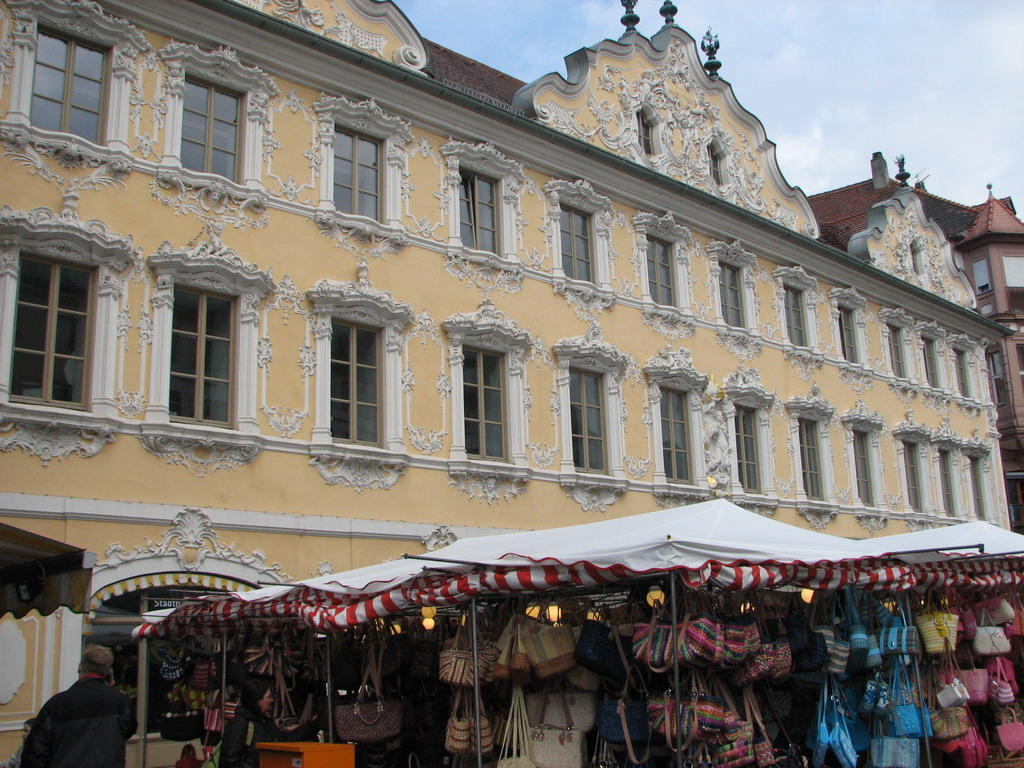
منزل فالكـِن
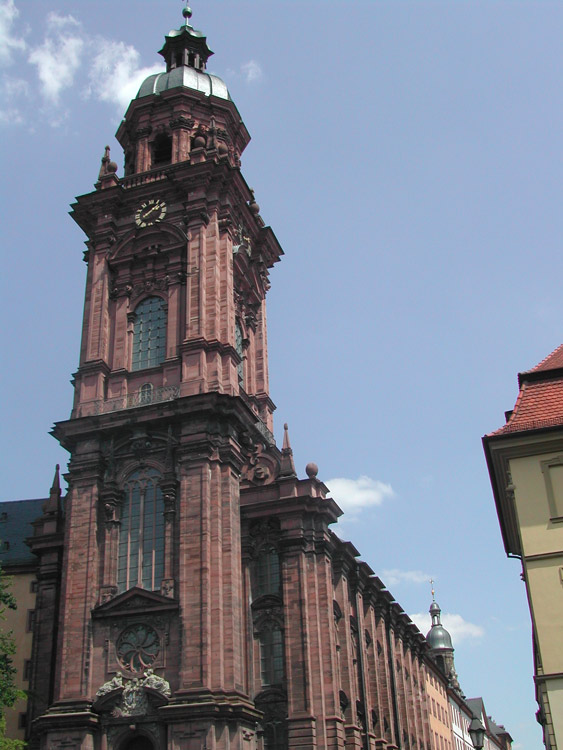
برج المبنى الجديد للكنيسة يخدم جامعة يوليوس ماكسميليانس بفصل وغرفة حفلات
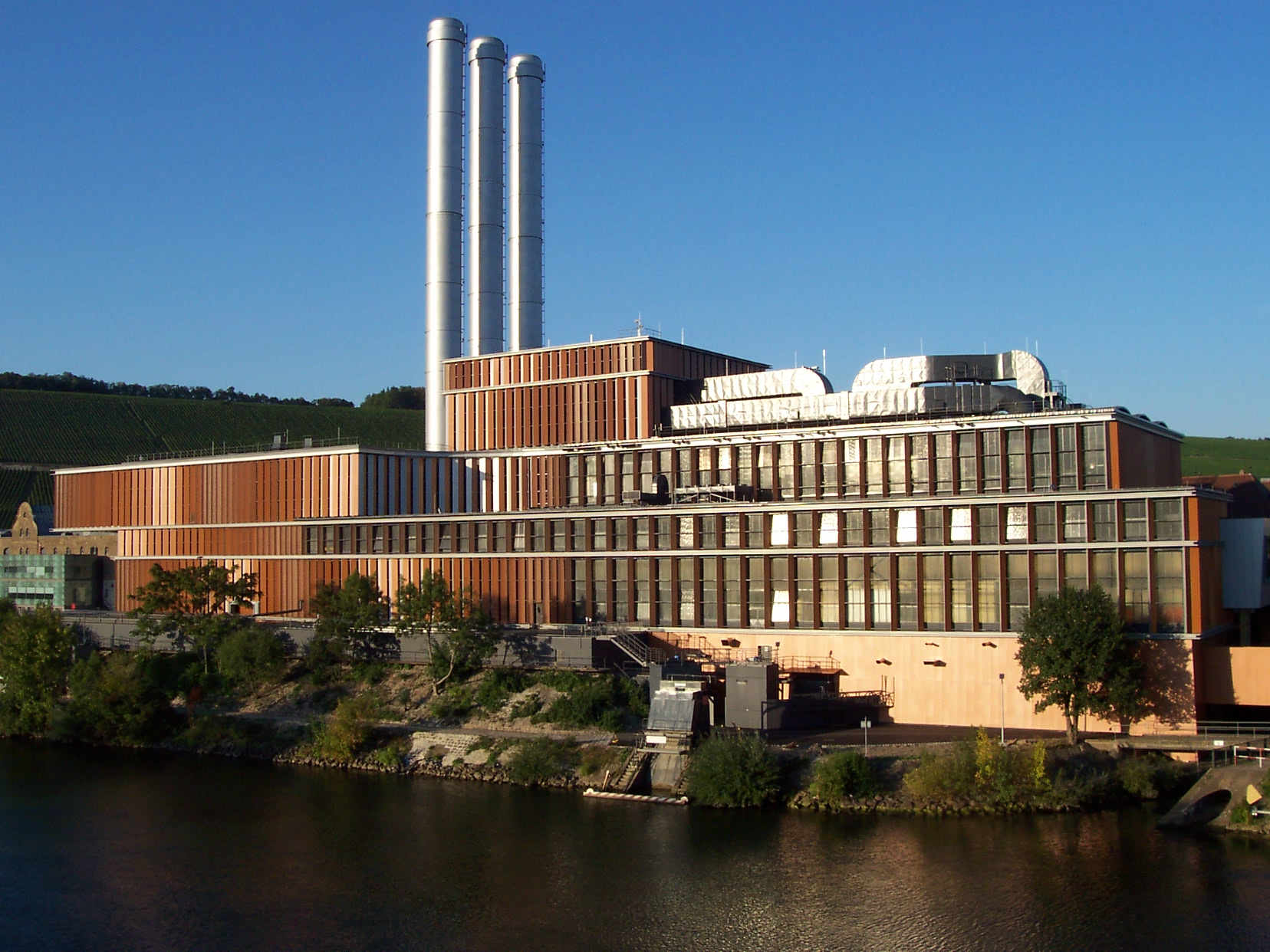
محطة توليد الطاقة الحرارية
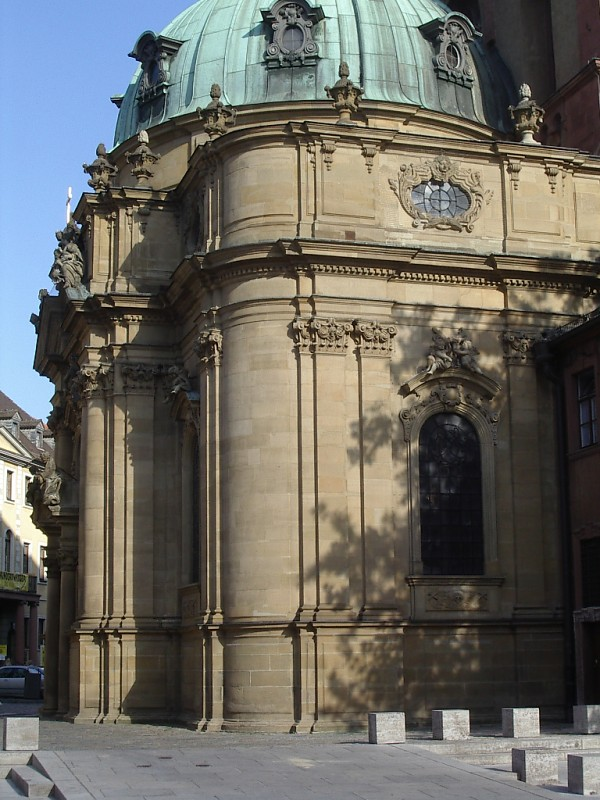
مصلى شونبورن بالكاتدرائية
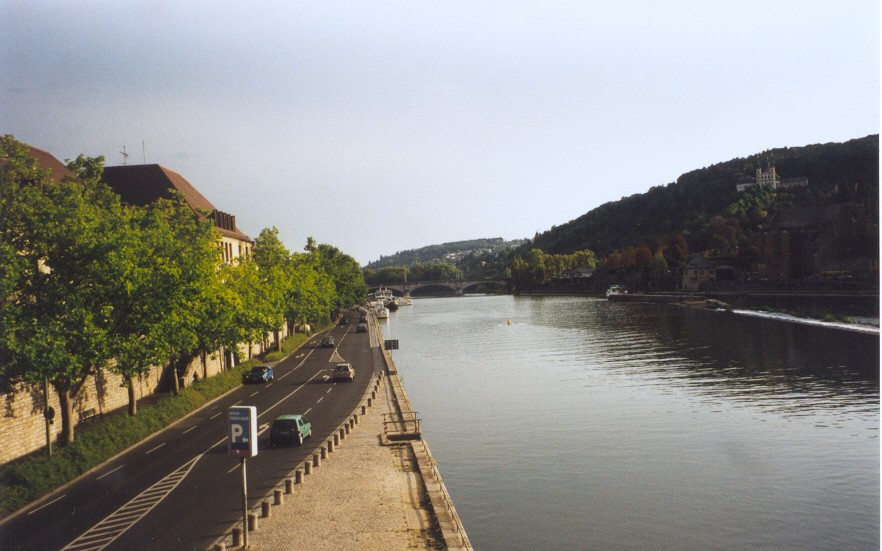
جسر Mainbrücke القديم على نهر ماين
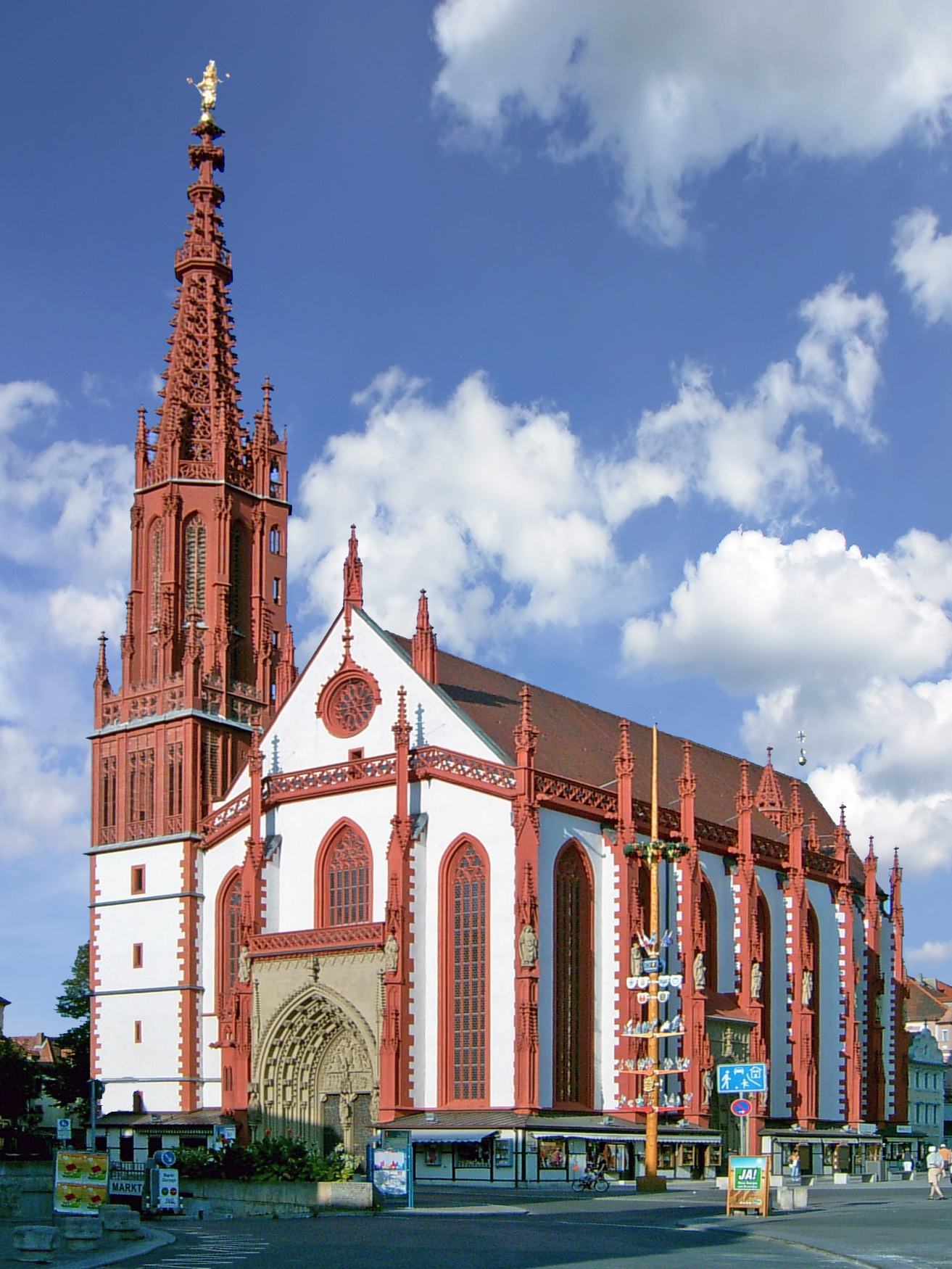
كنيسة مارينكابيلي
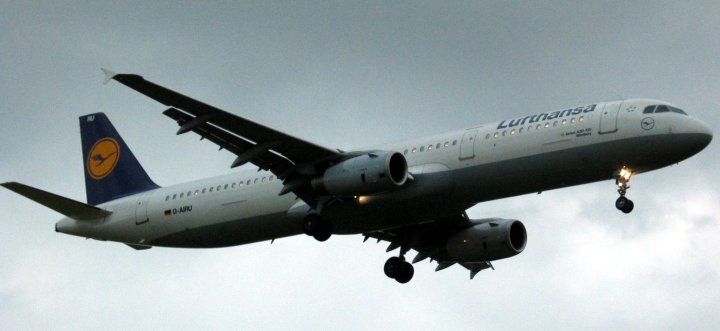
الايرباص A321 - 100 تحمل اسم فورتسبورغ
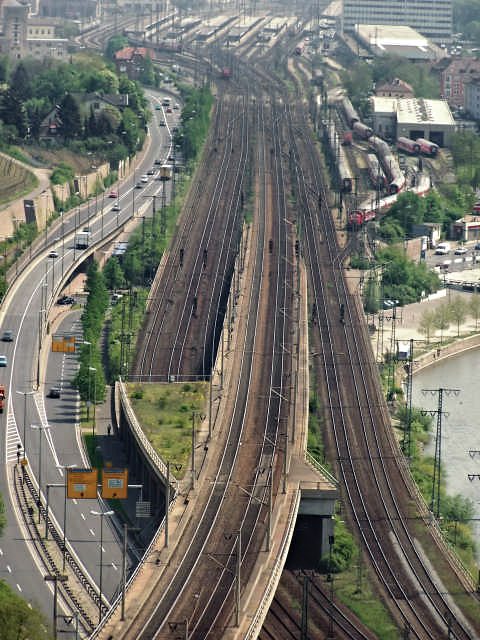
طرق السكك الحديدية من المحطة الرئيسية في فورتسبورغ Würzburg Hbf
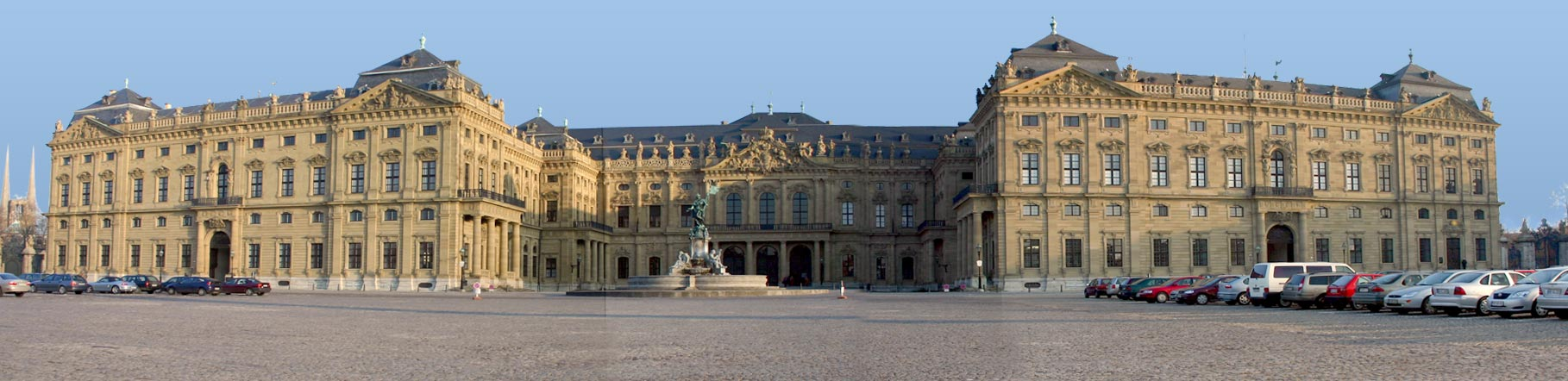
إقامة فورتسبورغ
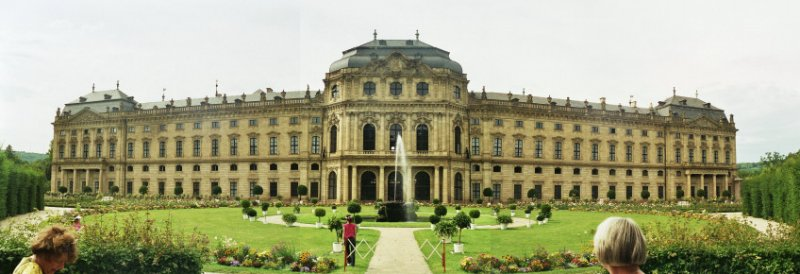
إقامة فورتسبورغ

## التوأمة
تحتفظ فورتسبورغ بعلاقات ثقافية واقتصادية وعلمية مع:
- فاريبولت الولايات المتحدة الأمريكية منذ 1949
- داندي اسكتلندا منذ 1962
- كاين فرنسا منذ 1962
- روشستير الولايات المتحدة الأمريكية، since 1966
- موانزا تانزانيا منذ 1966
- أوتسو اليابان، منذ 1979
- سالامانكا إسبانيا منذ 1980
- سوهل ألمانيا منذ 1988
- أوميا السويد منذ 1992
- براي إيرلندا منذ 2000

### التبني
- مع الألمان في منطقة تراوتيناو، تشيكيا منذ 1956

.